# عدنان مارال
عدنان مارال (بالألمانية: Adnan Maral)‏ (و. 1968 – م) هو ممثل من ألمانيا.

## وصلات خارجية
- عدنان مارال على موقع IMDb (الإنجليزية)
- عدنان مارال على موقع مونزينجر (الألمانية)
- عدنان مارال على موقع ألو سيني (الفرنسية)
- عدنان مارال على موقع ميوزك برينز (الإنجليزية)
- عدنان مارال على موقع أول موفي (الإنجليزية)
- عدنان مارال على موقع قاعدة بيانات الأفلام السويدية (السويدية)
- عدنان مارال على موقع قاعدة بيانات الفيلم (الإنجليزية)
- عدنان مارال على موقع كينوبويسك (الروسية)